# Journée de la Gaspésie
La Journée de la Gaspésie (anglais : Gaspesian Day, micmac : Gespe'gewa'gi Na'gweg) se déroule annuellement le premier jeudi du mois de juin.

## Historique
La journée est créée en 2007 à l'initiative de la Commission jeunesse Gaspésie–Îles-de-la-Madeleine. Elle est organisée par Vivre en Gaspésie depuis 2015.
Durant cette journée, les participants sont invités à porter le bleu ou des accessoires à l’effigie de la Gaspésie,